# П’єрлючіо Тінацці
П'єрлючіо Тінацці (італ. Pierlucio Tinazzi, [pjɛːrˈluːtʃo tinaddzi]; 27 грудня 1962—24 березня 1999, Курмайор), відомий як Спадіно — італійський рятувальник, який загинув, рятуючи тих, хто вижив унаслідок пожежі в тунелі Мон-Блан. Його завдання полягало в тому, щоб їхати туди-сюди через тунель на своєму мотоциклі, щоб тримати рух транспорту, керуючи евакуаторами та надаючи механічну допомогу водіям при необхідності. 24 березня 1999 року під час пожежі в тунелі Мон-Блан, яка забрала життя 39 людей, він врятував життя 10, здійснивши кругові поїздки на своєму мотоциклі в тунелі, щоб врятувати людей, що потрапили в тунель. В останній поїздці він спробував врятувати ще одну жертву, Моріса Лебраса, непритомного, але все ще живого, однак він був занадто кремезний, щоб взяти його на мотоцикл. Відмовившись його кинути в тунелі, Спадіно сховався з ним у сховищі № 20. Вони обоє загинули там через сильну спеку та втрату кисню. Раніше П'єрлючіо відмовився від підвищення, що дозволило б йому працювати в головному офісі з італійської сторони, оскільки він уважав за краще керувати своїм мотоциклом, а не сидіти в офісі.

## Нагороди
Золота медаль «За громадянську звитягу».